# Daria Dorosh
Daria Dorosh (ur. 1943 w Busku) – amerykańska intermedialna artystka wizualna, projektantka mody, badaczka i akademiczka, feministka i aktywistka pochodząca z Ukrainy oraz związana z Nowym Jorkiem. Współzałożycielka galerii A.I.R. Gallery, pierwszej galerii sztuki w Stanach Zjednoczonych prowadzonej wyłącznie przez kobiety.

## Życiorys
Dorosh urodziła się w 1943 r. w ukraińskim Busku (wówczas ZSRR). Do siódmego roku życia wychowywała się w Ukrainie, a następnie jej rodzina przeniosła się do Nowego Jorku, co było dla niej trudnym doświadczeniem i później stało się jednym ze źródeł jej sztuki.
W latach 1961–1963 uczyła się ilustracji mody w Fashion Institute of Technology w Nowym Jorku. W latach 1964–1968 studiowała sztuki piękne (Fine Arts) w nowojorskim Cooper Union School of Art & Architecture. W 2007 r. uzyskała tytuł doktora w zakresie nowych mediów (PhD in new media) w University of East London.
W latach 1969–2015 związana była z Fashion Institute of Technology w Nowym Jorku, gdzie pracowała na stanowisku profesora (Professor) projektowania mody. W latach 1976–1985 pracowała też na stanowisku adiunktki (Adjunct Professor) w dziedzinie sztuk pięknych w nowojorskiej Parsons School of Design. Od 2016 r. jest profesorem w (Adjunct Associate Professor) w SMARTlab w University College Dublin.
Mieszka i pracuje w Nowym Jorku przez całe swoje dorosłe życie.

## Twórczość
Początkowo zajmowała się malarstwem, potem innymi mediami, m.in. sztuką cyfrową (Digital Art), rzeźbą, wideo czy instalacją oraz projektowaniem mody. Za pomocą techniki kolażu i asamblażu tworzy prace o charakterze narracyjnym i symbolicznym. Jej sztuka ma charakter feministyczny oraz zaangażowany społeczno-politycznie i ekologicznie, jest zaangażowana we wspieranie innych artystek w ramach podejmowanych przez siebie przedsięwzięć organizacyjnych. Ważnym kontekstem dla poszukiwań Dorosh związanych z tożsamością jest jej własne doświadczenie migracyjne z czasów dzieciństwa.
W latach 90. artystka zaangażowała się w tworzenie za pomocą takich narzędzi, jak Photoshop, który umożliwiał jej pracę na warstwach i manipulację obrazem w dużo płynniejszy sposób, niż fizyczny kolaż. Tworzy prace sytuujące się w nurcie cyberfeminizmu i artywizmu, w których zajmuje się problematyką płci w przestrzeni internetu i mediów społecznościowych.
Od 2004 r. zajmuje się także modą i tkaniną artystyczną, tworzy tekstylne rzeźby i małe, miękkie i przenośne „kojące przedmioty” (comfort objects) dla dorosłych.

### Artists in Residence (A.I.R. Gallery, od 1972 r.)
W 1972 r. była w gronie współzałożycielek galerii Artists in Residence (A.I.R. Gallery) w Nowym Jorku, pierwszej w Stanach Zjednoczonych galerii sztuki prowadzonej wyłącznie przez kobiety. W tym czasie możliwości wystawiennicze dla kobiet były bardzo ograniczone i z tego względu powstało niekomercyjne miejsce przeznaczone wyłącznie na prezentację ich sztuki. Inicjatorkami były: Dotty Attie, Maude Boltz, Mary Grigoriadis, Nancy Spero, Susan Williams i Barbara Zucker, które zaprosiły do współpracy 14 innych twórczyń: Rachel bas-Cohain, Judith Bernstein, Blythe Bohnen, Agnes Denes, Darię Dorosh, Lorettę Dunkelman, Harmony Hammond, Laurace James, Nancy Kitchell, Louise Kramer, Anne Healy, Rosemary Mayer, Patsy Norvell oraz Howardenę Pindell. Galeria mieściła się przy 97 Wooster Street w dzielnicy SoHo. Dorosh była w gronie 10 artystek prezentujących swoje prace na wystawie inauguracyjnej, obok Bernstein, Boltz, bas-Cohain, Dunkelman, James, Kitchell, Mayer, Norvell i Spero.

### Fashion Lab in Process (FliP™, od 2010 r.)
Od 2010 r. prowadzi sytuujący się w nurcie slow fashion projekt badawczy Fashion Lab in Process (FliP™), działający na przecięciu mody, sztuki i technologii. Jego celem jest dostarczenie innowacyjnych i odpowiedzialnych środowiskowo rozwiązań przemysłowi tekstylnemu. W ramach projektu Dorosh stosuje m.in. metodę upcyclingu, za pomocą której przeprojektowuje niesprzedane i przeznaczone do utylizacji ubrania. FLiP otwiera się jako pop-up shop w sklepach odzieżowych z zalegającym towarem i cały proces twórczy odbywa się na oczach klienteli w formie zachęcającego do zakupu unikatowych ubiorów performansu. Drugim celem projektu jest także wspieranie działalności młodych utalentowanych artystek oraz tworzenie dla nich miejsc pracy. Inauguracja projektu odbyła się w American Folk Art Museum w Nowym Jorku.

### Wystawy indywidualne
- 2012, 2015, 2018 – A.I.R. Gallery, Nowy Jork,
- 2012 – Alliance Gallery, Narrowsburg,
- 2010 – A.I.R. Gallery, Nowy Jork,
- 2007, 2010 – A.I.R. Gallery, Nowy Jork,
- 2005 – RE-FAB, Trisolini Gallery, University of Ohio, Athens,
- 2004 – A.I.R. Gallery, Nowy Jork,
- 2003 – SHIFT, Delaware Valley Arts Alliance, Narrowsburg,
- 1988, 1990, 1992, 1994, 1995, 1998, 2001 – A.I.R. Gallery, Nowy Jork,
- 1984 – Daria Dorosh, Harriet Balaran, Elizabeth Diller, Mary Pepchinski, Donna Robertson, A.I.R. Gallery, Nowy Jork,
- 1982 – Paintings / Resistant Spaces, A.I.R. Gallery, Nowy Jork,
- 1980 – Harrison Paul Gallery, San Jose,
- 1976, 1978, 1980 – A.I.R. Gallery, Nowy Jork,
- 1974 – Daria Dorosh / Maude Boltz, A.I.R. Gallery, Nowy Jork,
- 1973 – Daria Dorosh / Nancy Kitchell, A.I.R. Gallery, Nowy Jork[3].

### Wystawy zbiorowe
- 2016 – Women on the Line, Studio 44, Stockholm,
- 2016 – Cooperative Consciousness, Kochi-Muziris Biennale, Indie,
- 2014 – A.I.R. Refreshed, Traveling show, Ground Floor Gallery, Nashville; San Francisco, Princeton University, Washington University, Governor’s Island,
- 2011 – Vestige, traces of reality, Konsthall, Sandviken, A.I.R. Gallery, Nowy Jork,
- 2010 – Abbey Mural Workshop Projects, National Academy of Design Museum, Nowy Jork,
- 2006 – A.I.R. in Hungary, 2B Gallery, Budapeszt,
- 2004 – Synesthesia, SIGGRAPH 2004 Art Gallery, Los Angeles,
- 2003 – Korea Creative Artists Association, Seul,
- 2003 – New York Cross-Cut, Kunstverein Firma Paradigma, Linz,
- 1998 – A.I.R. Gallery Group, Canessa Gallery, San Francisco,
- 1998 – 25 Years of A.I.R., Kingsborough Community College, The City University of New York (CUNY), Nowy Jork,
- 1997 – Sit on This: The Chair as Art, Palm Beach C.C. Museum of Contemporary Art,
- 1997 – 9th International Symposium on Electronic Art, DEAF '96: Digital Territories, Rotterdam,
- 1989 – Competition Diomede, The Clocktower Gallery, Nowy Jork, Seattle, Los Angeles, Moskwa, Leningrad, Mińsk, Taszkent, Montreal,
- 1982 – Photostart, Bronx Museum, Nowy Jork,
- 1981 – New Art II: Textures and Surfaces, Museum of Modern Art, Nowy Jork,
- 1981 – A.I.R. Group Show, Kunsthalle, Lund,
- 1981 – Patterns, San Jose Institute of Contemporary Art, San Jose,
- 1981 – Selections from Art Lending, Museum of Modern Art, Nowy Jork,
- 1978 – Group Show, Ginza Kaigakan Gallery, Tokio,
- 1978 – Personal Visions, Bronx Museum, Nowy Jork,
- 1973 – Purchase Fund Exhibit, American Academy of Arts and Letters, Nowy Jork,
- 1972 – Inaugural Group Show, A.I.R. Gallery, Nowy Jork,
- 1972 – Ten Artists (Who Also Happen to be Women), S.U.N.Y., Fredonia[3][14].

### Wybrane publikacje
- Daria Dorosh, Reweaving Time, selected works by Daria Dorosh from 1972–2001, New York 2001, ISBN 978-0-9789245-1-5.
- Dorosh, Daria. “Art and Context: A Personal View.” Leonardo 21, no. 4 (1988): 361–66.
- Daria Dorosh. „Svito-Vyd.”, Arts Journal, Kiev – New York, 1991.

### Prace w kolekcjach
Prace Dorosh znajdują się w kolekcjach publicznych m.in. Whitney Museum, Fashion Institute of Technology, Biblioteki Kongresu czy Lookout Sculpture Park oraz korporacyjnych: Health and Hospitals Corporation, General Electric Corporation, Prudential czy Mobil Oil.
W wielu instytucjach jej prace znajdują się w ramach kolekcji druków A.I.R. Gallery z lat 70. (A.I.R. Print Portfolio), m.in. w: Smithsonian American Art Museum, Brooklyn Museum, Cincinnati Museum, Metropolitan Museum of Art, Museum of Modern Art, National Museum of American Art, National Museum of Women in the Arts, Philadelphia Museum of Art, University of Oklahoma Museum of Art, Yale Museum, Los Angeles County Museum of Art czy Milwaukee Art Museum.

## Nagrody i granty
Artystka uzyskała różnorodne wyróżnienia za swoją pracę, w tym rezydencje i granty artystyczne:
- 2020 – Exceptional Women of Excellence Award, Women Economic Forum,
- 2011 – ArtTable, 30th Anniversary Artist Honors Award,
- 2010 – Abbey Mural Workshop Residency, National Academy of Design, Nowy Jork,
- 2006 – Individual Artists Grant, DVAA Delaware Valley Arts Alliance, Nowy Jork,
- 2005 – State University NY Chancellors’ Award for Scholarship and Creativity,
- 1988 – New York State Council on the Arts, Architecture, Planning, and Design,
- 1986 – National Endowment for the Arts, Design Arts[3].